# Why Don't We
 (janvier 2023).
La mise en forme du texte ne suit pas les recommandations de Wikipédia : il faut le « wikifier ».
Les points d'amélioration suivants sont les cas les plus fréquents :
- Les titres sont pré-formatés par le logiciel. Ils ne sont ni en capitales, ni en gras.
- Le texte ne doit pas être écrit en capitales (les noms de famille non plus), ni en gras, ni en italique, ni en « petit »…
- Le gras n'est utilisé que pour surligner le titre de l'article dans l'introduction, une seule fois.
- L'italique est rarement utilisé : mots en langue étrangère, titres d'œuvres, noms de bateaux, etc.
- Les citations ne sont pas en italique mais en corps de texte normal. Elles sont entourées par des guillemets français : « et ».
- Les listes à puces sont à éviter, des paragraphes rédigés étant largement préférés. Les tableaux sont à réserver à la présentation de données structurées (résultats, etc.).
- Les appels de note de bas de page (petits chiffres en exposant, introduits par l'outil «  Source ») sont à placer entre la fin de phrase et le point final[comme ça].
- Les liens internes (vers d'autres articles de Wikipédia) sont à choisir avec parcimonie. Créez des liens vers des articles approfondissant le sujet. Les termes génériques sans rapport avec le sujet sont à éviter, ainsi que les répétitions de liens vers un même terme.
- Les liens externes sont à placer uniquement dans une section « Liens externes », à la fin de l'article. Ces liens sont à choisir avec parcimonie suivant les règles définies. Si un lien sert de source à l'article, son insertion dans le texte est à faire par les notes de bas de page.
- La présentation des références doit suivre les conventions bibliographiques. Il est recommandé d'utiliser les modèles {{Ouvrage}}, {{Chapitre}}, {{Article}}, {{Lien web}} et/ou {{Bibliographie}}. Le mode d'édition visuel peut mettre en forme automatiquement les références.
- Insérer une infobox (cadre d'informations à droite) n'est pas obligatoire pour parachever la mise en page.

Pour une aide détaillée, merci de consulter Aide:Wikification.
Si vous pensez que ces points ont été résolus, vous pouvez retirer ce bandeau et améliorer la mise en forme d'un autre article.
Why Don't We (généralement abrégé WDW ) est un boys band américain composé de Zach Herron, Jack Avery, Daniel Seavey, Corbyn Besson et Jonah Marais. Formé en 2016, le groupe a un album studio et six EP ainsi que divers singles.

## Carrière

### 2016-2017: sorties EP
Le groupe s'est formé à l'origine le 27 septembre 2016, après s'être rencontrés à Los Angeles, en Californie, un an auparavant,,. Le 7 octobre 2016, le groupe a sorti son premier single Taking You, un morceau de leur premier EP, Only the Beginning, sorti le 25 novembre de la même année. Ils se sont lancés dans leur première tournée en tête d'affiche, le Taking You Tour, l'année suivante. Leur deuxième EP, Something Different, est sorti le 21 avril 2017,. À la suite de la sortie de leur deuxième EP, ils se sont lancés dans le Something Different Tour, leur deuxième tournée en tête d'affiche. Le troisième EP du groupe, Why Don't We Just, est sorti le 2 juin 2017. En septembre 2017, le groupe a signé avec Atlantic Records. Le même mois, Invitation, leur quatrième EP, sort. Le 23 novembre 2017, ils ont sorti leur cinquième EP, A Why Don't We Christmas,. En 2018, à l'appui de l'EP Invitation, ils se sont lancés dans le Invitation Tour . De plus, le groupe est apparu dans plusieurs vlogs du youtuber Logan Paul. Paul a réalisé trois clips pour le groupe, Nobody Gotta Know, Something Different et leur collaboration Help Me Help You.

### 2018-2019:8 Letterset l'ère 12/12
Le 31 août 2018, ils ont sorti leur premier album, 8 Letters, qui a reçu des critiques négatives,. Il a fait ses débuts à la 9e place du classement américain Billboard 200, et a été précédé de 3 singles: Hooked, Talk et 8 Letters,,. En mars 2019, ils se sont lancés dans le 8 Letters Tour.
Le groupe a sorti une nouvelle chanson chaque mois en 2019. Le 16 janvier, ils ont sorti Big Plans, et un clip est sorti trois jours plus tard. La chanson a été certifiée disque d'or par la RIAA en avril 2020. Le jour de la Saint-Valentin, le groupe a sorti Cold in LA, ainsi qu'un clip deux jours plus tard. Le 20 mars 2019 ils ont sorti la chanson humoristique I Don't Belong In This Club avec le rappeur américain Macklemore. Elle a été certifiée disque d'or par la RIAA en août 2020. Le 20 avril, le groupe a sorti Don't Change, figurant sur la bande sonore du film d'animation UglyDolls. En mai, le groupe a dévoilé leur cinquième chanson de l'année, Unbelievable. En juin, ils ont sorti Come To Brazil, inspirés par des fans leur demandant fréquemment de visiter le pays. Le 26 juillet, la bande a sorti la chanson  I Still Do. Le 23 août, ils ont sorti What Am I, écrit par Ed Sheerann, qui a précédemment écrit Trust Fund Baby. La chanson a été certifiée disque d'or par la RIAA en juin de l'année suivante. Le 25 octobre, ils ont sorti Mad At You. Le mois suivant, le groupe a sorti le chant de noël With You This Christmas. Le 30 décembre, le groupe a sorti sa douzième et dernière chanson de 2019, Chills. Le groupe a pris une pause de neuf mois à partir de janvier 2020,.

### 2020-présent: The Good Times and the Bad Ones
Le 29 septembre 2020, le groupe a sorti Fallin' (Adrenaline), le premier single de leur deuxième album The Good Times and the Bad Ones,. Il a fait ses débuts à la 37e place du classement américain Billboard Hot 100, leur toute première entrée. Leur deuxième single de l'album, Lotus Inn, est sorti le 4 décembre 2020. Ils ont participé à un documentaire nommé 30 Days With, qui montre les dernières étapes de développement et les coulisses de leur prochain album pendant 30 jours. Leur troisième single de l'album, Slow Down, est sorti le 17 décembre 2020. Le 15 janvier 2021, The Good Times and the Bad Ones est sorti. L'album est principalement produit par eux-mêmes, mais aussi par Travis Barker, Skrillex, et Timbaland. L'album a débuté à la 3e place du classement des albums Billboard 200, leur meilleure entrée dans le classement.
En 2021, la bande et leur manager Randy Phillips a entamé un procès contre leur autre manager David Loeffler. La bande a ensuite demandé à la Labor Commission de Californie de jeter son contrat avec Loeffler et la compagnie de management Signature Entertainment. La bande a sorti son single Love Back le 6 octobre 2021, date de l'anniversaire de la première chanson que la bande a sortie. La bande a ensuite sorti une reprise de     Mistletoe de Justin Bieber en décembre de la même année. En janvier 2022, ils ont sorti le single Don't Wake Me Up en collaboration avec Jonas Blue, suivi par Let Me Down Easy (Lie) en avril, puis par "Just friends" debut mai et "How do you love somebody" fin mai.

La tournée du nord de l'Amérique de la bande, The Good Times Only Tour, était censée commencer en juin 2022, mais a été reportée à cause des entre l'actuel manager de Why Don't We Randy Phillips et l'ancien manager David Loeffler. Le 6 juillet, le groupe annonce qu'ils prennent une pause en conséquence de la poursuite entre Randy Phillips et David Loeffler.

### Influences musicales
Le groupe a cité Justin Bieber comme leur principale inspiration musicale, en plus de 5 Seconds of Summer, The Beatles, Ed Sheeran, Childish Gambino, Jon Bellion, Post Malone, Frank Ocean, CNCO, Boyz II Men et Drake,,.

## Membres

### Jack Avery
Jack Robert Avery (né le 1er juillet 1999) est né à Burbank, en Californie, mais a grandi à Susquehanna, en Pennsylvanie,,. Il est allé au lycée Montgomery Blair à Silver Spring, dans le Maryland .Avery a sorti un single solo intitulé Liar en 2016 et faisait partie de la tournée de rencontre Impact, dont Zach Herron et Corbyn Besson faisaient également parti. Il a également joué dans un court métrage intitulé Fearless Five. Le 22 avril 2019, l'ex petite amie d'Avery, Gabriela Gonzalez, a donné naissance à leur fille, Lavender May Avery.

### Corbyn Besson
Corbyn Matthew Besson (né le 25 novembre 1998) est né à Dallas, au Texas, mais a grandi en Virginie. Besson est allé au lycée à Centreville, en Virginie. Les cousines de Besson sont le groupe de filles néerlandais O'G3NE. Avant Why Don't We, il avait un compte sur YouNow et a sorti un single solo intitulé « The Only One » sur iTunes en 2014. Son autre single acoustique, Marathons est également sorti sur la plateforme. Besson est sorti avec la youtubeuse Christina Marie. Besson faisait également partie de la tournée Impact avec Zach Herron et Jack Avery.

### Zachary Herron
Zachary Dean Herron (né le 27 mai 2001), le plus jeune membre du groupe, a grandi à Dallas, au Texas. En grandissant, il a chanté dans une chorale. Avant Why Don't We, Herron a repris des chansons sur YouTube. Sa reprise de Stitches de Shawn Mendes est devenue virale. Il a également produit deux singles, Timelapse et Why, en 2016.

### Jonah Marais
Jonah Marais Roth Frantzich (né le 16 juin 1998), le membre le plus âgé du groupe, a grandi à Stillwater, au Minnesota,. Avant d'intégrer Why Don't We, Marais avait un compte sur YouNow et a sorti un album, When the Daylight's Gone, en 2016. Il a également sorti un single, My Next Ex-Girlfriend avec The Potash Twins et a participé au DigiTour 2014.

### Daniel Seavey
Daniel James Seavey (né le 2 avril 1999) a grandi à Vancouver, dans Washington,. Un des producteurs principaux de la bande, il peut jouer plus de 20 instruments à l'oreille. Enfant, son père l'emmenait à Portland, en Oregon, pour faire des spectacles de rue lors des promenades artistiques de la ville. En 2015, Seavey a participé à la saison 14 d' American Idol et a terminé à la neuvième place, étant éliminé le jour de son anniversaire. Il a accompli cela à 15 ans, faisant de lui le plus jeune finaliste de la saison.

## Discographie

### Singles
- Taking You (2016)
- Nobody Gotta Know (2016)
- Just To See You Smile (2016)
- On My Way (2016)
- Perfect (2016)
- Free (2016)
- You And Me At Christmas (2016)
- Something Different (2017)
- Tell Me (2017)
- Made For (2017)
- Why Don't We Just (2017)
- These Girls (2017)
- Trust Fund Baby (2018)
- Hooked (2018)
- Talk (2018)
- 8 Letters (2018)
- Big Plans (2019)
- Cold In LA (2019)
- I Don't Belong In This Club (2019)
- Unbelievable (2019)
- Come To Brazil (2019)
- I Still Do (2019)
- What Am I (2019)
- Mad At You (2019)
- With You This Christmas (2019)
- Chills (2019)
- Fallin' (Adrenaline) (2020)
- Lotus Inn (2020)
- Slow Down (2020)
- Love Back (2021)
- Mistletoe (2021)
- Don't Wake Me Up (2022)
- Let Me Down Easy (Lie) (2022)
- Just Friends (2022)
- How Do You Love Somebody (2022)

### MMVA iHeartRadio
| Année | Travail nommé | Prix                | Résultat   | Réf.   |
| ----- | ------------- | ------------------- | ---------- | ------ |
| 2018  | Why Don't We  | Fan Fave New Artist | Nomination | [ 71 ] |

### Prix BreakTudo
| Année | Travail nommé | Prix                     | Résultat   | Réf.   |
| ----- | ------------- | ------------------------ | ---------- | ------ |
| 2018  | Why Don't We  | International New Artist | Lauréat    | [ 72 ] |
| 2019  | Why Don't We  | Artist On The Rise       | Nomination | [ 73 ] |

### Prix de la musique iHeartRadio
| Année | Travail nommé | Prix                       | Résultat   | Réf.   |
| ----- | ------------- | -------------------------- | ---------- | ------ |
| 2018  | Why Don't We  | Best Boy Band              | Nomination | [ 74 ] |
| 2019  | Limelights    | Best Fan Army              | Nomination | [ 75 ] |
| 2019  | Zach Caspary  | Favorite Tour Photographer | Nomination | [ 75 ] |
| 2020  | Limelights    | Best Fan Army              | Nomination | [ 76 ] |
| 2020  | Zach Caspary  | Favorite Tour Photographer | Lauréat    | [ 76 ] |

### MTV Europe Music Awards
| Année | Travail nommé | Prix      | Résultat   | Réf.   |
| ----- | ------------- | --------- | ---------- | ------ |
| 2018  | Why Don't We  | Best Push | Nomination | [ 77 ] |

### MTV Video Music Awards
| Année | Travail nommé | Prix                    | Résultat   | Réf.   |
| ----- | ------------- | ----------------------- | ---------- | ------ |
| 2018  | Why Don't We  | Push Artist of the Yeat | Nomination | [ 78 ] |
| 2019  | Why Don't We  | Best Group              | Nomination | [ 79 ] |

### Prix Nickelodeon Kids 'Choice
| Année | Travail nommé | Prix                             | Résultat   | Réf.   |
| ----- | ------------- | -------------------------------- | ---------- | ------ |
| 2018  | Why Don't We  | Favorite Musical Youtube Creator | Nomination | [ 80 ] |
| 2019  | Why Don't We  | Favorite Social Music Star       | Nomination | [ 81 ] |

### Prix de la musique Radio Disney
| Année | Travail nommé | Prix                     | Résultat   | Réf.   |
| ----- | ------------- | ------------------------ | ---------- | ------ |
| 2018  | Why Don't We  | Best New Artist          | Nomination | [ 82 ] |
| 2018  | Why Don't We  | Best Song to Lip Sync to | Nomination | [ 82 ] |

### Prix Teen Choice
| Année | Travail nommé    | Prix                | Résultat   | Réf.   |
| ----- | ---------------- | ------------------- | ---------- | ------ |
| 2018  | Why Don't We     | Choice Music Group  | Nomination | [ 83 ] |
| 2018  | "Tust Fund Baby" | Choice Song : Group | Nomination | [ 83 ] |
| 2019  | Why Don't We     | Choice Music Group  | Lauréat    | [ 84 ] |
| 2019  | Why Don't We     | Choice Summer Group | Nomination | [ 84 ] |
| 2019  | "8 Letters"      | Choice Song Group   | Nomination | [ 84 ] |